# Cabo Thomas
O Cabo Thomas (62° 10′ S, 58° 30′ O) é um cabo assinalando o lado sul da entrada da Enseada Ezcurra na Baía do Almirantado, na Ilha do Rei George nas Ilhas Shetland do Sul. Mapeado pela Expedição Antártica Francesa, 1908–10, sob o comando de Charcot, foi batizado com o nome de um membro da expedição.
 Este artigo incorpora material em domínio público  de United States Geological Survey   , documento "Cabo Thomas" (conteúdo do Geographic Names Information System).